# Saison 2015-2016 du Racing Club de Narbonne Méditerranée
Cette page présente la saison 2015-2016 du Racing Club de Narbonne Méditerranée en Pro D2.

## Entraîneurs
- Justin Harrison : Entraineur principal
- Chris Whitaker : Entraineur adjoint

## La saison

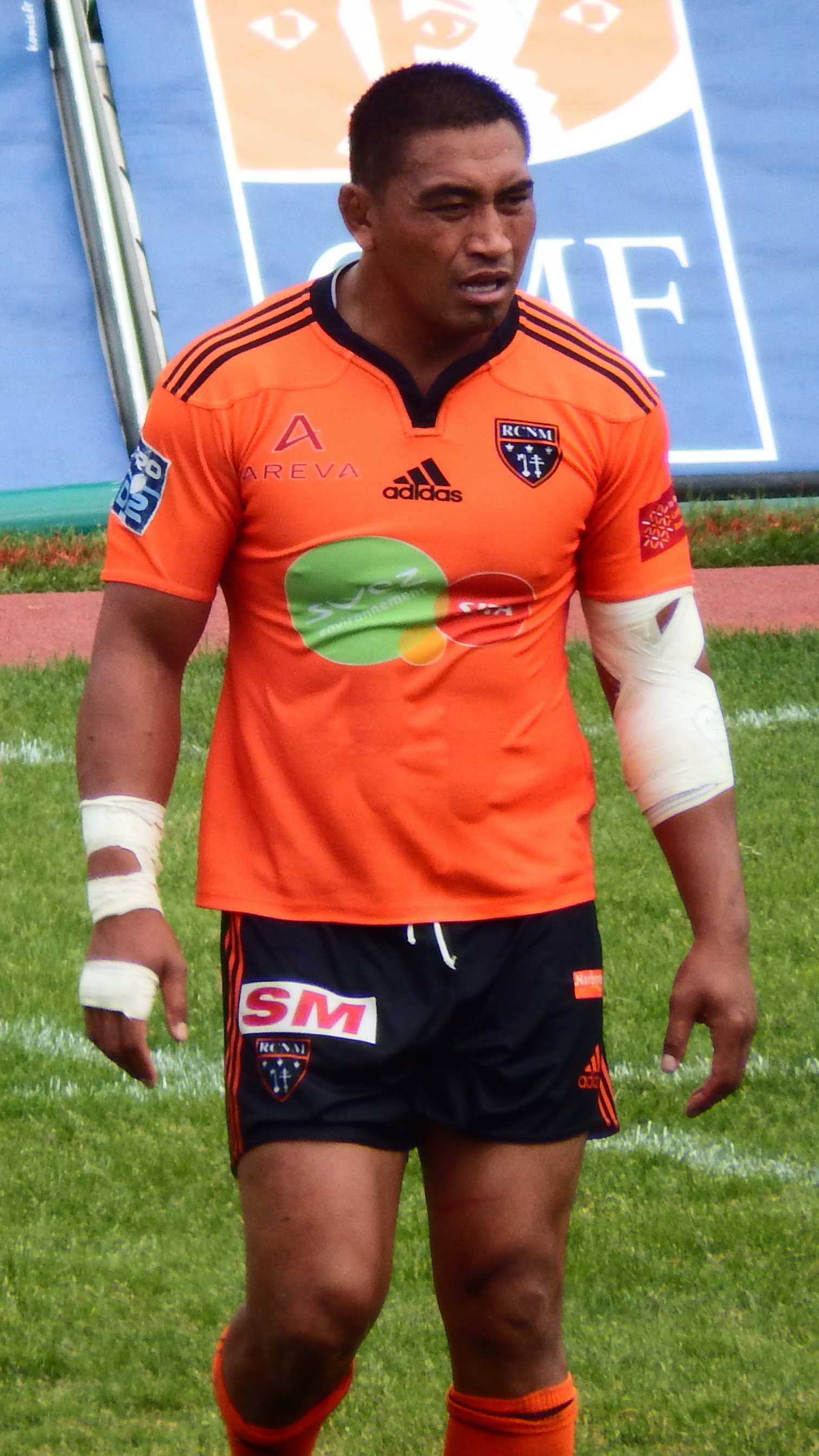
Jerry Collins décédé dans la nuit du 4 au 5 juin 2015

Il est à signaler avant le début de la saison la mort dans un accident de voiture de l'ancien all black Jerry Collins (48 sélections) dans la nuit du 4 au 5 juin 2015,,.
Avec un budget pour la saison est de 4,45 millions d'euros, celui-ci est le 14e budget, sur 16, de la Pro D2.
Le 26 mai 2016, le conseil supérieur de la DNACG décide de prononcer la rétrogradation pour raisons financières en championnat de Fédérale 1, du Biarritz olympique, du CS Bourgoin-Jallieu et du RC Narbonne. Ces clubs disposent d'un délai de dix jours pour faire appel de cette décision,.

## Effectif
| Nom                      | Poste                  | Date de naissance | Nationalité sportive | Sélections | Club précédent               | Année d'arrivée au club |
| ------------------------ | ---------------------- | ----------------- | -------------------- | ---------- | ---------------------------- | ----------------------- |
| Pascal Cotet             | Pilier                 | 12/10/1993        | France               | -          | USA Perpignan                | 2015                    |
| Grégory Fichten          | Pilier                 | 13/08/1990        | France               | -          | Formé au club                | 2010                    |
| Astamour Iosseliani      | Pilier                 | 10/11/1991        | Géorgie              | -          | US Romans                    | 2015                    |
| Tommy Raynaud            | Pilier                 | 13/06/1994        | France               | -          | Formé au club                | 2014                    |
| Tariel Ratianidze        | Pilier                 | 05/01/1980        | Géorgie              | -          | Stade Montois                | 2015                    |
| Benoît Zanon             | Pilier                 | 28/07/1985        | France               | -          | Tarbes PR                    | 2013                    |
| Cyril Deligny            | Talonneur              | 22/06/1992        | France               | -          | Stade Toulousain             | 2013                    |
| Huia Edmonds             | Talonneur              | 20/10/1981        | Australie            |            | Gloucester Rugby FC          | 2014                    |
| Jean-Charles Fidinde     | Talonneur              | 10/05/1992        | France               | -          | Union Bordeaux Bègles        | 2014                    |
| Sunia Koto               | Talonneur              | 15/04/1980        | Fidji                |            | London Welsh                 | 2009                    |
| Hans N'Kinsi             | Deuxième ligne         | 21/09/1992        | France               | -          | AS Béziers Hérault           | 2013                    |
| Nicolas Strauss          | Deuxième ligne         | 22/09/1979        | Afrique du Sud       | -          | Natal Sharks                 | 2009                    |
| Romain Manchia           | Deuxième ligne         | 03/11/1991        | France               | -          | RC Toulon                    | 2013                    |
| David Penalva            | Deuxième ligne         | 26/01/1980        | Portugal             |            | Union sportive montalbanaise | 2015                    |
| Tom Boidin               | Troisième ligne aile   | 19/06/1990        | Australie            | -          | Sydney University            | 2014                    |
| Kelly Meafua             | Troisième ligne aile   | 06/04/1990        | Samoa                | -          | West Harbour RFC             | 2015                    |
| Lei Tomiki               | Troisième ligne aile   | 22/07/1983        | Australie            | -          | Stade Français               | 2013                    |
| Steven Bellafiore        | Troisième ligne aile   | ?/?/1994          | France               | -          | Formé au club                | 2015                    |
| Paul Belzons             | Troisième ligne aile   | 10/09/1994        | France               | -          | Formé au club                | 2013                    |
| Jono Jenkins             | Troisième ligne aile   | 26/05/1986        | Australie            | -          | New South Wales Waratahs     | 2012                    |
| Chris Hala'ufia          | Troisième ligne centre | 24/10/1978        | Tonga                |            | London Welsh RFC             | 2015                    |
| Étienne Herjean          | Troisième ligne centre | 06/06/1991        | France               | -          | RC Toulon                    | 2013                    |
| Yassine Jarmouni         | Troisième ligne centre | 15/03/1995        | France               | -          | Formé au club                | 2014                    |
| Otilo Kafotamaki         | Troisième ligne centre | 11/02/1991        | France               | -          | Racing Métro 92              | 2014                    |
| Pierrick Nova            | Demi de mêlée          | 10/03/1994        | France               | -          | Formé au club                | 2014                    |
| Sébastien Rouet          | Demi de mêlée          | 19/02/1985        | Espagne              |            | CA Saint-Étienne             | 2013                    |
| Lucas Rubio              | Demi de mêlée          | 29/05/1991        | France               | -          | AC Bobigny 93 rugby          | 2015                    |
| Brett Sheehan            | Demi de mêlée          | 16/09/1979        | Australie            |            | London Wasps                 | 2014                    |
| Pierre-Alexandre Dut     | Demi d'ouverture       | 27/02/1985        | France               | -          | Stade Montois                | 2015                    |
| Thomas Fournil           | Demi d'ouverture       | 30/01/1987        | France               | -          | AS Béziers Hérault           | 2015                    |
| Christopher Ruiz         | Demi d'ouverture       | 29/05/1984        | France               | -          | USA Perpignan                | 2005                    |
| Clint Eadie              | Trois-quart centre     | 02/09/1983        | Australie            | -          | US Bressane                  | 2014                    |
| Nicolas Barrot           | Trois-quart centre     | 13/05/1993        | France               | -          | Formé au club                | 2014                    |
| Brieuc Plessis-Couillaud | Trois-quart centre     | 19/03/1994        | France               | -          | Montpellier Hérault rugby    | 2015                    |
| Leone Ravuetaki          | Trois-quart centre     | 10/03/1986        | Fidji                | -          | US Dax                       | 2015                    |
| Benoît Jasmin            | Trois-quart aile       | 29/05/1991        | France               | -          | Stade Toulousain             | 2013                    |
| Sakiusa Navakadretia     | Trois-quart aile       | 03/06/1985        | Fidji                | -          | CA Saint-Étienne             | 2013                    |
| Saia Fekitoa             | Trois-quart aile       | 31/07/1987        | Tonga                |            | Section paloise              | 2013                    |
| Sébastien Giorgis        | Trois-quart aile       | 09/11/1994        | France               | -          | CA raphaëlo-fréjusien        | 2015                    |
| Batinisavu Uluiyata      | Trois-quarts aile      | 01/07/1996        | Fidji                | -          | Athlétisme                   | 2015                    |
| Ander Lafond             | Arrière                | 19/01/1991        | France               | -          | US Tyrosse                   | 2015                    |
| Vincent Rattez           | Arrière                | 24/03/1992        | France               | -          | Racing Métro 92              | 2012                    |
| Pierre Klur              | Arrière                | 12 décembre 1987  | France               |            | Lille MR                     | 2015                    |

## Calendrier et résultats[8]

### Pro D2
| - RC Narbonne - Provence rugby : 36-18 - Aviron bayonnais - RC Narbonne : 28-21 - RC Narbonne - CS Bourgoin-Jallieu : 18-13 - AS Béziers - RC Narbonne : 18-13 - RC Narbonne - Stade aurillacois : 33-26 - SC Albi - RC Narbonne : 26-10 - US Dax - RC Narbonne : 21-16 - RC Narbonne - Stade montois : 22-12 - Biarritz olympique - RC Narbonne : 25-20 - RC Narbonne - Tarbes PR : 19-22 - RC Narbonne - USA Perpignan : 41-8 - Colomiers rugby - RC Narbonne : 19-16 - US Montauban - RC Narbonne : 34-20 - RC Narbonne - US Carcassonne : 15-12 - Lyon OU - RC Narbonne : 36-10 | - Provence rugby - RC Narbonne : 19-18 - RC Narbonne - Aviron bayonnais : 20-27 - CS Bourgoin-Jallieu - RC Narbonne : 23-7 - RC Narbonne - AS Béziers : 30-21 - Stade aurillacois - RC Narbonne : 45-7 - RC Narbonne - SC Albi : 29-21 - RC Narbonne - US Dax : 20-12 - Stade montois - RC Narbonne : 17-11 - RC Narbonne - Biarritz olympique : 20-26 - Tarbes PR - RC Narbonne : 16-20 - USA Perpignan - RC Narbonne : 30-10 - RC Narbonne - Colomiers rugby : 34-6 - RC Narbonne - US Montauban : 26-24 - US Carcassonne - RC Narbonne : 26-20 - RC Narbonne - Lyon OU : 21-20 |

| Rang | Club                                   | J  | V  | N | D  | Bo | Bd | Pm  | Pe  | Diff | Pts |
| ---- | -------------------------------------- | -- | -- | - | -- | -- | -- | --- | --- | ---- | --- |
| 1    | Lyon OU (R)                            | 30 | 25 | 0 | 5  | 12 | 4  | 971 | 493 | +478 | 116 |
| 2    | Aviron bayonnais (R)                   | 30 | 19 | 1 | 10 | 4  | 4  | 658 | 602 | +56  | 86  |
| 3    | Stade aurillacois                      | 30 | 18 | 0 | 12 | 7  | 2  | 724 | 613 | +111 | 81  |
| 4    | Stade montois                          | 30 | 17 | 1 | 12 | 5  | 3  | 655 | 611 | +44  | 78  |
| 5    | Colomiers Rugby                        | 30 | 16 | 3 | 11 | 4  | 4  | 629 | 590 | +39  | 78  |
| 6    | AS Béziers                             | 30 | 17 | 1 | 12 | 4  | 3  | 745 | 662 | +83  | 77  |
| 7    | USA Perpignan                          | 30 | 15 | 1 | 14 | 5  | 6  | 676 | 615 | +61  | 73  |
| 8    | Biarritz olympique                     | 30 | 14 | 0 | 16 | 3  | 5  | 674 | 656 | +18  | 64  |
| 9    | CS Bourgoin-Jallieu                    | 30 | 12 | 0 | 18 | 5  | 9  | 595 | 642 | -47  | 62  |
| 10   | SC Albi                                | 30 | 13 | 2 | 15 | 2  | 4  | 591 | 643 | -52  | 62  |
| 11   | RC Narbonne                            | 30 | 13 | 0 | 17 | 2  | 6  | 602 | 653 | -51  | 60  |
| 12   | US Montauban                           | 30 | 12 | 0 | 18 | 1  | 9  | 570 | 624 | -54  | 58  |
| 13   | Stado Tarbes PR (8 points de pénalité) | 30 | 13 | 0 | 17 | 0  | 9  | 543 | 630 | -87  | 53¹ |
| 14   | US Carcassonne                         | 30 | 11 | 0 | 19 | 0  | 5  | 484 | 741 | -257 | 49  |
| 15   | US Dax                                 | 30 | 10 | 1 | 19 | 1  | 5  | 538 | 713 | -175 | 48  |
| 16   | Provence Rugby (P)                     | 30 | 9  | 0 | 21 | 1  | 5  | 549 | 716 | -167 | 42  |

## Statistiques

### Statistiques collectives
Attaque
Défense

### Statistiques individuelles
Meilleur réalisateur